# Rehdera
Rehdera, maleni biljni rod iz porodice sporiševki (Verbenaceae) smješten u tribus Citharexyleae. Sastoji se od dvije vrste drveća rasprostranjenog od južnog Meksika na jug do Kostarike Tipična vrsta je drvo Citharexylum trinerve S.F.Blake, sinonim za Rehdera trinervis.

## Etimologija
Latinsko ime roda Rehdera je u čast Alfreda Rehdera (1863. – 1949.), njemačko-američkog botaničkog taksonomista i dendrologa koji je radio u Arnold Arboretumu Sveučilišta Harvard.

## Vrste
1. Rehdera penninervia Standl. & Moldenke
2. Rehdera trinervis (S.F.Blake) Moldenke